# Кукулешти (Валча)
Кукулешти (рум. Cuculești) насеље је у Румунији у округу Валча у општини Станешти. Oпштина се налази на надморској висини од 272 m.

## Становништво
Према подацима из 2002. године у насељу је живело 115 становника, од којих су сви румунске националности.